# شرکت توسعه نفت و گاز پاکستان
شرکت توسعه نفت و گاز پاکستان (انگلیسی: Oil & Gas Development Company) شرکت نفت و گاز پاکستانی است، که در سال ۱۹۶۱ تأسیس شد.